# FC Südtirol
FC Südtirol (również FC Alto Adige, FC Südtirol-Alto Adige, FC Südtirol Bolzano-Bozen) – włoski klub piłkarski, mający swoją siedzibę w mieście Bolzano, na północy kraju.

## Historia
Chronologia nazw:
- 1974: Sport Verein Milland
- 1995: Fussball Club Südtirol-Alto Adige
- 2000: Fussball Club Südtirol S.r.l

Klub piłkarski SV Milland został założony w dzielnicy Milan w Bressanone w 1974 roku. Zespół najpierw występował w turniejach amatorskich. 17 września 1977 klub dołączył do F.I.G.C. W sezonie 1977/78 zespół startował w Terza Categoria bolzanese. W 1983 zwyciężył w grupie M i awansował do Seconda Categoria Trentino-Alto Adige, a w 1986 po wygraniu grupy D zdobył promocję do Prima Categoria Trentino-Alto Adige. W sezonie 1990/91 zajął pierwsze miejsce w grupie C i po barażach awansował do Eccellenza Trentino-Alto Adige. W 1994 klub przeniósł swoją siedzibę do Vahrn. W sezonie 1994/95 zespół zajął 16. miejsce w Eccellenza Trentino-Alto Adige i został oddelegowany do Promozione. Latem 1995 zmienił nazwę na FC Südtirol-Alto Adige. W sezonie 1995/96 zwyciężył w grupie B Promozione Trentino-Alto Adige i wrócił do Eccellenza. W następnym sezonie wygrał rozgrywki w lidze i zdobył promocję do Campionato Nazionale Dilettanti. W 1999 liga zmieniła nazwę na Serie D i w sezonie z nową nazwą ligi klub zajął pierwsze miejsce w grupie C i awansował do Serie C2. W 2000 klub zmienił nazwę na FC Südtirol i przeniósł swoją siedzibę do Bolzano. W 2008 po kolejnej reformie liga zmieniła nazwę na Lega Pro Seconda Divisione. W sezonie 2009/10 zajął pierwsze miejsce w grupie A i zakwalifikował się do Lega Pro Prima Divisione. W 2014 liga zmieniła nazwę na Lega Pro, a w 2017 na Serie C.

## Sukcesy

### Trofea międzynarodowe
Nie uczestniczył w rozgrywkach europejskich (stan na 31-05-2017).

### Trofea krajowe
| \| \| Zdobyte trofea w rozgrywkach Włoch (stan na: 31-05-2017) \| |                                                          |      |                                    |
| Rozgrywki                                                         | Osiągnięcie                                              | Razy | Sezon(y)                           |
| · Mistrzostwo                                                     | I miejsce                                                | 0    |                                    |
| · Mistrzostwo                                                     | II miejsce                                               | 0    |                                    |
| · Mistrzostwo                                                     | III miejsce                                              | 0    |                                    |
| · Puchar                                                          | zdobywca                                                 | 0    |                                    |
| · Puchar                                                          | finalista                                                | 0    |                                    |
| · Puchar                                                          | runda II                                                 | 4    | 2012/13, 2013/14, 2014/15, 2015/16 |
| II liga                                                           | I miejsce                                                | 0    |                                    |
| II liga                                                           | II miejsce                                               | 0    |                                    |
| II liga                                                           | III miejsce                                              | 0    |                                    |
| Włochy                                                            | Zdobyte trofea w rozgrywkach Włoch (stan na: 31-05-2017) |      |                                    |

- Serie C:
  - 1. miejsce: 2021/22 (grupa A)
  - 3. miejsce: 2013/14 (grupa A)

## Stadion
Klub rozgrywa swoje mecze domowe na Stadio Druso w Bolzano, który może pomieścić 3500 widzów.

## Inne
- FC Bolzano 1996